# Boulder Bank
Die Boulder Bank (Māori: Te Taero a Keropa oder Te Tāhuna o Tama-i-ea) ist eine ungewöhnliche natürliche Landform vor der Küste der neuseeländischen Stadt Nelson. Es handelt sich um eine 13 km lange, schmale Schotterbank, die sich von Mackay Bluff im Osten heute bis zum „Cut“, der künstlich angelegten heutigen Hafenzufahrt erstreckt. Die südwestlich des Cuts gelegene Insel Haulashore Island war bis zum Durchstich ebenfalls Teil der Boulder Bank. Vom Land aus gesehen erscheint die Boulder Bank wie ein künstlich aufgeschütteter Wellenbrecher. Er trennt den Nelson Harbour von der Tasman Bay / Te Tai-o-Aorere  und wird vom  Department of Conservation als Landschaftsschutzgebiet verwaltet. Der Zugang auf dem Landweg erfolgt über den Boulderbank Drive am Nordende des Hafens von Nelson vom State Highway 6 aus.

## Geologie und Geografie
Die Boulder Bank besteht aus Granodiorit, der vom Mackay Bluff stammt. Es ist noch umstritten, wie es zur Bildung der Schotterbank kam. Strandversetzung ist die verbreitetste Entstehungstheorie. Das Hauptargument dagegen ist, dass es in der Tasman Bay / Te Tai-o-Aorere nicht genug Wellenbewegung gibt, um große Steine in südwestliche Richtung zu bewegen. Seit 1892 wurde Studien zur Bewegungsgeschwindigkeit der Steine durchgeführt. Die obere Schicht des Schotters bewegt sich danach mit 7,5 Meter im Jahr.

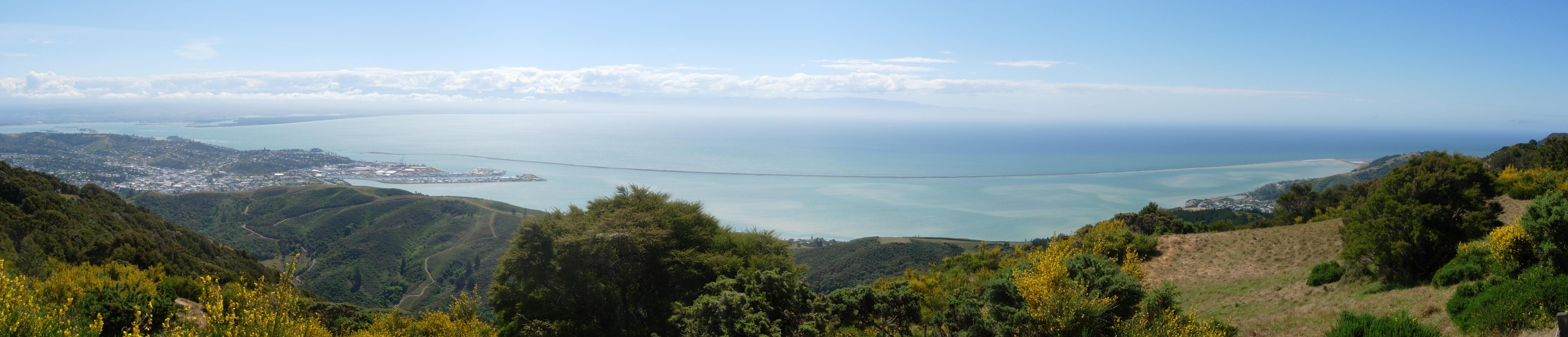
Boulder Bank, Panorama vom Kaka Hill, 2007

Die einzige Zufahrt zum Hafen von Nelson war ursprünglich eine Meerenge am Arrow Rock am Westende des Nelson Harbour. Die Zufahrt war schmal und wurde durch Sandbänke zunehmend eingeengt. Dies erwies sich vor dem Hintergrund des zunehmenden Seetransportes nach Tasman als Hindernis. Daher wurde die Boulder Bank zwischen 1903 und 1905 auf einer Breite von 61 Metern durchstochen. Heute ist der „Cut“ 150 Meter breit und wird alle sechs Monate ausgebaggert, um eine Tiefe von 10 Metern aufrechtzuerhalten.

## Leuchtturm

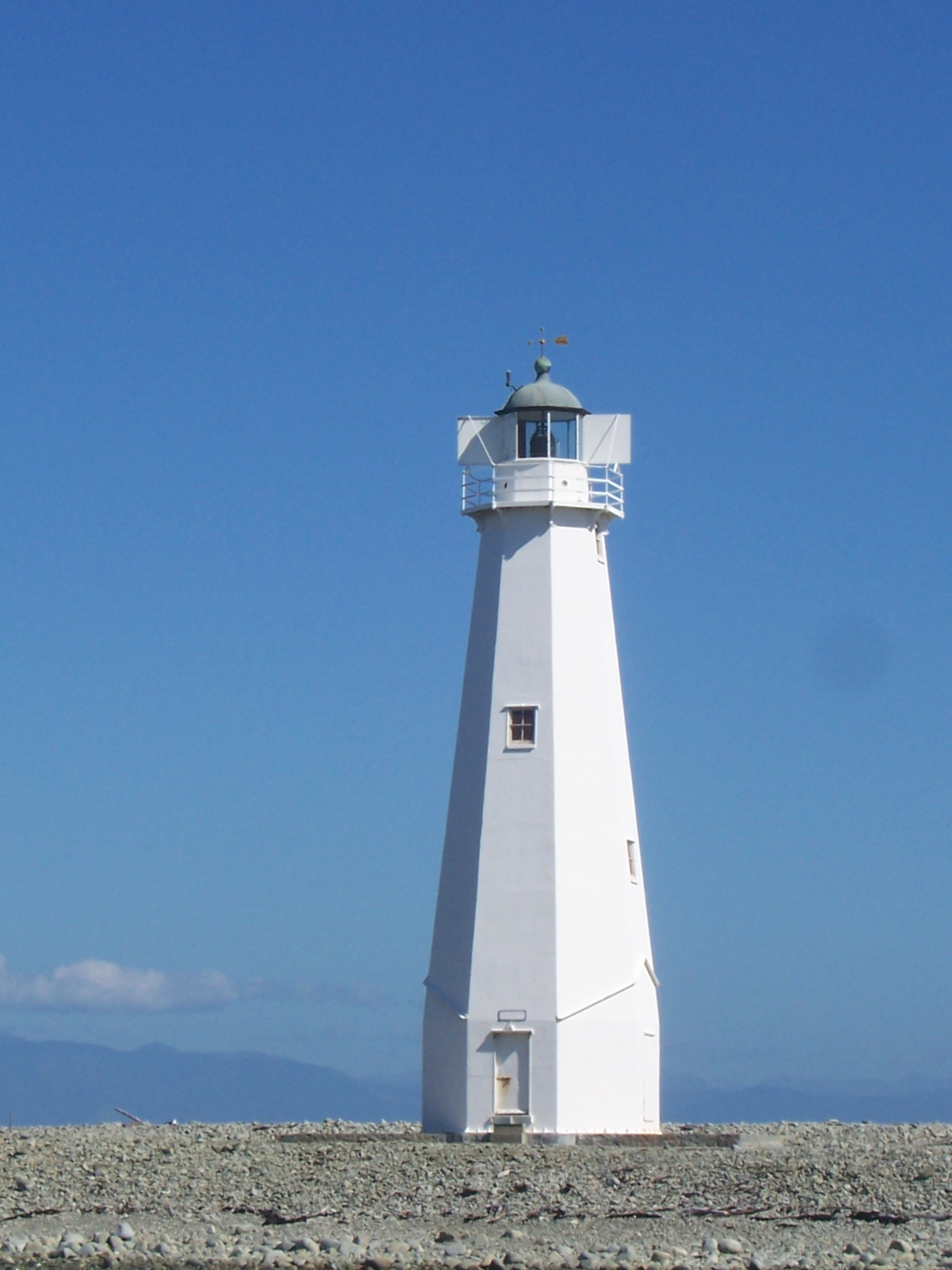
Boulder Bank Leuchtturm

1862 wurde auf dem westlichen Ende der Bank ein Leuchtturm errichtet.
Er befindet sich in der Nähe des Hafenendes der Boulder Bank und war Neuseelands zweiter permanenter Leuchtturm. Er ist beim Historic Places Trust als Bauwerk der Kategorie I mit der Registrierungsnummer 41 registriert.